# Cedartown
Cedartown è una città degli Stati Uniti d'America, situata nello Stato della Georgia e in particolare nella contea di Polk, della quale è il capoluogo.